# Silver Apples (альбом)
Silver Apples — дебютный альбом группы Silver Apples , вышедший в 1968 году на лейбле Kapp Records.

## Об альбоме
Диск записывался в июне 1968 года на четырёхдорожечной аппаратуре в студии лейбла Kapp Records. Качество этой работы не устроило музыкантов: из-за технических ограничений приходилось постоянно делать промежуточное сведение, и к концу процесса все погрешности вылились в явные дефекты в виде щелчков и потрескиваний. Это был самый успешный альбом коллектива занявший 193 место в Billboard 200. Диск был переиздан в 1997 году MCA Records. Он был составлен со вторым альбомом группы Contact.
 Лидер группы Симеон: «Что-то в духе лабораторной работы. Это из-за того, что наш звукорежиссёр прежде не записывал ничего, кроме партий аккомпанемента фортепиано».

## Список композиций
1. «Oscillations» (Danny Taylor, Stanley Warren) 2:48
2. «Seagreen Serenades» (Simeon, Warren) 2:55
3. «Lovefingers» (Simeon, Warren) 4:11
4. «Program» (Simeon, Warren) 4:07
5. «Velvet Cave» (Simeon, Warren) 3:30
6. «Whirly-Bird» (Simeon, Warren) 2:41
7. «Dust» (Simeon, Warren) 3:40
8. «Dancing Gods» (Navajo Indian Ceremonial) 5:57
9. «Misty Mountain» (Eileen Lewellen, Simeon) 3:26

## Участники записи
Silver Apples
- Дэн Тэйлор (Dan Taylor) — ударные, перкуссия, вокал
- Симеон (Simeon) — осциляторы, вокал

Технический персонал
- Дон Ван Горден (Don Van Gorden) — инженер

Материал альбома
- Anonymous Arts — обложка
- Virginia Dwan — фотография

## Хит-парады
| Хит-парад     | Место |
| ------------- | ----- |
| Billboard 200 | 193   |